# 알아라비 SC (카타르)
알아라비 스포츠 클럽(아랍어: النادي العربي الرياضي, 영어: Al-Arabi Sports Club)은 1952년에 창단된 카타르 도하의 축구 클럽 팀이다. 알아라비는 카타르에 가장 많은 축구 팬을 보유한 팀이기도 하다.

## 성적
- 카타르 스타스 리그: 우승 7회 (1983, 1985, 1991, 1993, 1994, 1996, 1997)
- 카타르 아미르 컵: 우승 8회 (1978, 1979, 1980, 1983, 1984, 1989, 1990, 1993)
- 카타르 크라운 프린스 컵: 우승 1회 (1997)
- 셰이크 자셈 컵: 우승 5회 (1980, 1982, 1994, 2008, 2010, 2011)

### AFC 대회 성적
- AFC 챔피언스리그: 준우승 1회 (1995)

## 선수 명단

### 현역
참고: FIFA 자격 규정에 따라 소속된 국가대표팀 국기를 표시합니다. 선수는 복수의 FIFA 비회원국 국적을 가지고 있을 수 있습니다.
| 번호 | 포지션 | 국적       | 이름            |
| ---- | ------ | ---------- | --------------- |
| 5    | DF     |            | 시모 케다리     |
| 7    | MF     |            | 마르코 베라티   |
| 22   | DF     | 세네갈     | 압두 디알로     |
| 23   | FW     | 팔레스타인 | 알라 알딘 하산  |
| 28   | MF     | 튀니지     | 유세프 므사크니 |

| 번호 | 포지션 | 국적 | 이름 |
| ---- | ------ | ---- | ---- |

## 역대 감독
| 감독                | 임기        |
| ------------------- | ----------- |
| 단 페트레스쿠       | 2014        |
| 헤이미르 하들그림손 | 2018 ~ 2021 |
| 앤서니 허드슨       | 2024 ~      |